# Ivonne Chacón
Ivonne Chacón (Bogotá, Colombia; 12 de octubre de 1997) es una futbolista colombiana. Juega de delantera y su equipo actual es el Levante U.D. de la Primera División de España. Es internacional absoluta por la selección de Colombia desde 2022.

## Trayectoria
Comenzó su carrera en la La Equidad, con paso en diversos clubes de su país, Chacón se proclamó campeona de la Liga Profesional Femenina de 2020 con el Independiente Santa Fe y disputó tres Copas Libertadores.
En agosto de 2022, la delantera fichó en el Valencia CF de la Primera División de España.En verano de 2024, fichó por el otro equipo de la ciudad, el Levante UD.

## Selección nacional
Fue citada a la Copa Mundial Femenina de Fútbol de 2023.

### Participaciones en copas
| Copa                                    | Sede                    | Resultado        |
| --------------------------------------- | ----------------------- | ---------------- |
| Copa Mundial Femenina de Fútbol de 2023 | Australia Nueva Zelanda | Cuartos de final |

#### Goles internacionales
| No. | Fecha                 | Sede                                              | Rival    | Marcador | Resultado | Competición            |
| --- | --------------------- | ------------------------------------------------- | -------- | -------- | --------- | ---------------------- |
| 1   | 8 de octubre de 2022  | Estadio Deportivo Cali, Palmira, Colombia         | Paraguay | 1–0      | 1–0       | Amistoso internacional |
| 2   | 11 de octubre de 2022 | Estadio Olímpico Pascual Guerrero, Cali, Colombia | Paraguay | 1–0      | 4–0       | Amistoso internacional |

## Clubes
| Club                   | País     | Año       |
| ---------------------- | -------- | --------- |
| La Equidad             | Colombia | 2018      |
| Atlético Huila         | Colombia | 2019      |
| Independiente Santa Fe | Colombia | 2020-2021 |
| Millonarios            | Colombia | 2021-2022 |
| Valencia CF            | España   | 2022-2024 |

## Palmarés

### Títulos nacionales
| Título                     | Club                   | País     | Año  |
| -------------------------- | ---------------------- | -------- | ---- |
| Liga Profesional de Fútbol | Independiente Santa Fe | Colombia | 2020 |